# Port lotniczy Arroyo Barril
Port lotniczy Arroyo Barril (IATA: EPS, ICAO: MDAB) – port lotniczy położony w miejscowości El Portillo w Dominikanie.